# Curtea de Argeș
Curtea de Argeș er en by i distriktet Argeș i Valakiet i Rumænien. Byen ligger ved floden Argeș, hvor den løber gennem en dal i bjergkæden Karpaterne. I 2011 havde byen 27.000 indbyggere.
Curtea de Argeș er en af de ældste byer i Rumænien. Ifølge traditionen blev den grundlagt i 1300-tallet af Fyrst Radu Negru, der efterfølgende gjorde den til den første hovedstad i Fyrstendømmet Valakiet.